# 무라카미역 (니가타현)
무라카미역(일본어: 村上駅)은 일본 니가타현 무라카미시에 위치한 동일본 여객철도 우에쓰 본선의 철도역이다. 단선 · 섬식의 형태를 합친 2면 3선 구조의 복합 승강장을 갖춘 지상역이다.

## 타는 곳
| ■ 우에쓰 본선 | 1 | 상행 | 시바타 · 니쓰 · 니가타 방면                  | 이 역 시발의 일부 포함 |
| ■ 우에쓰 본선 | 2 | 상행 | 시바타 · 니가타 방면                         | 시발                   |
| ■ 우에쓰 본선 | 2 | 하행 | 아쓰미온센 · 쓰루오카 · 사카타 방면          | 시발                   |
| ■ 우에쓰 본선 | 3 | 하행 | 아쓰미온센 · 쓰루오카 · 사카타 · 아키타 방면 |                        |

## 이용 현황
| 승차 인원 추이 | 승차 인원 추이 |
| 연도           | 1일 평균       |
| -------------- | -------------- |
| 1965           | 3,921          |
| 1970           | 3,484          |
| 1975           | 3,434          |
| 2000           | 2,205          |
| 2001           | 2,084          |
| 2002           | 1,951          |
| 2003           | 1,931          |
| 2004           | 1,946          |
| 2005           | 1,978          |
| 2006           | 1,950          |
| 2007           | 1,927          |
| 2008           | 1,930          |
| 2009           | 1,912          |
| 2010           | 1,847          |
| 2011           | 1,797          |
| 2012           | 1,806          |
| 2013           | 1,861          |

## 역 주변
- 무라카미 시청
- 국도 제345호선
- 이와후네 광역 도서관
- 세나미 온센

## 인접 역
| 동일본 여객철도 우에쓰 본선 | 동일본 여객철도 우에쓰 본선      | 동일본 여객철도 우에쓰 본선 |
| --------------------------- | -------------------------------- | --------------------------- |
| 사카마치 니가타 방면        | □ 특급 '라쿠라쿠트레인 무라카미' | 시·종착역                   |
| 이와후네마치 니쓰 방면      | ■ 보통                           | 마지마 아키타 방면          |